# Мыс Столетия
Мыс Столе́тия (эским. Сивукак — «передний») — скалистый мыс на восточном побережье Чукотского полуострова, омываемый Анадырским заливом Берингова моря в пределах Провиденского района Чукотского автономного округа.
Представляет собой скальные обрывы горного массива высотой до 600 м (г. Длинная, 604 м и г. Первая, 584 м). Гранитные обрывы иногда сменяются крутыми склонами, у подножья которых в море находятся многочисленные камни и кекуры.
Назван 10 августа 1828 года Ф. П. Литке, так как ровно за 100 лет до этого дня здесь прошёл корабль «Святой Гавриил» Первой Камчатской экспедиции В. Беринга и А. Чирикова.
На берегах мыса гнездится большая колония морских птиц численностью свыше 100 тыс. особей, среди которых отмечены: глупыш, берингов баклан, бургомистр, моёвка, серебристая чайка, кайры, большая конюга, тихоокеанский чистик, конюга-крошка, белобрюшка, ипатка и топорок.